# Pikbube
Pikbube war die erste dezidierte deutsche Päderastenzeitschrift. Sie erschien ab 1970. Nach mehrmaligen Indizierungsanträgen wurde sie 1974 eingestellt. Die Zeitschrift wurde von dem Verleger und homophilen Aktivisten Helmut W. Bendt herausgegeben und erschien bei der Hamburger Magnet Verlagsgesellschaft. Im Zuge der Politisierung der Thematik der Pädosexualität war der Pikbube das erste öffentliche Organ pädosexueller Aktivisten. Der Pikbube ist dem konservativen Flügel der Homophilenbewegung der Nachkriegszeit zuzuordnen. In ihm schrieben Journalisten, Wissenschaftler und Literaten wie der Schriftsteller Heinrich Eichen (unter dem Pseudonym Heinz Birken) der Journalist Johannes Werres, oder auch die niederländischen Pädophilenaktivisten Frits Bernard und Edward Brongersma.